# Demografia de Israel

Pirâmide etária de Israel.

Em 2024, a população do Estado de Israel era de 9 848 480 pessoas. Ao menos 73% da população são judeus israelenses de diferentes etnias (ou aproximadamente 7,1 milhões de indivíduos), 21% são árabes de diferentes religiões que não sejam o judaísmo (ou aproximadamente 2 milhões de pessoas), enquanto 5,7% (ou aproximadamente 558 000 indivíduos) se definem como "outros", que incluem pessoas etnicamente judias mas que são consideradas "não judeus" por leis religiosas, cidadãos que não se identificam como judeus (embora possam ser descendente destes), cristãos não-árabes, muçulmanos não árabes e indivíduos que não se classificam por religião ou etnia.
Mais de 260.000 cidadãos israelitas viviam em assentamentos na Cisjordânia, como Ma'ale Adumim e Ariel e as comunidades que antecederam a criação do Estado, mas foram re-estabelecidas após a Guerra dos Seis Dias, em cidades como Hebrom e Gush Etzion. Cerca de 18.000 israelenses vivem nas Colinas de Golã. Em 2006, havia 250.000 judeus vivendo em Jerusalém Oriental. O número total de colonos israelenses é superior a 500.000 (6,5% da população israelense). Cerca de 7.800 viviam em assentamentos israelenses na Faixa de Gaza até que eles foram evacuadas pelo governo como parte do seu plano de retirada de 2005.

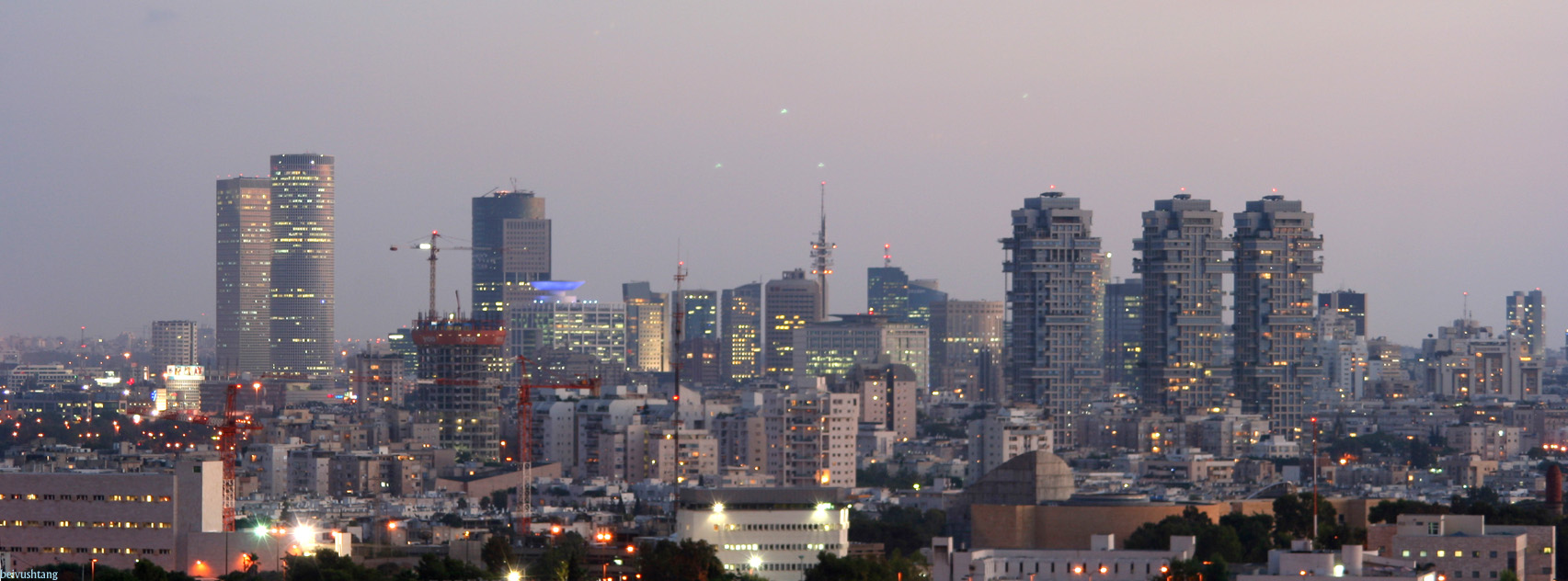
Tel Aviv, a segunda maior cidade do país.

Até 2018, Israel possuía duas línguas oficiais, hebraico e árabe, quando o Parlamento do país passou uma polêmica lei que fazendo do hebreu a única língua oficial do país, com o árabe se tornando uma língua secundária. O hebraico é o idioma principal do Estado e é falada pela maioria da população. O árabe é falado pela minoria árabe e judeus que imigraram para Israel a partir de países árabes. A maioria dos israelenses se comunicam razoavelmente bem em inglês, como muitos programas de televisão são em inglês e em muitas escolas começam a ensinar Inglês no início das aulas. Como um país de imigrantes, dezenas de línguas podem ser ouvidas nas ruas de Israel. Um grande afluxo de pessoas da antiga União Soviética e da Etiópia fizeram do russo e amárico línguas faladas em Israel.

## Etnias e migração
A população de Israel é predominantemente judaica com uma minoria árabe na sua maior parte muçulmana, embora também existam árabes cristãos, circassianos e drusos. É política oficial a preservação do caráter judaico do Estado, embora as leis garantam completa liberdade de culto.
Em 2006, dos 7,0 milhões de habitantes de Israel, 81% eram judeus ou de outra origem étnica, enquanto 19% era árabe.
Em Israel vivem também aproximadamente 300 mil imigrantes não judeus, de várias origens, que vieram como trabalhadores temporários.
Entre 1990 e 1994, a imigração de judeus da antiga União Soviética fez com que a população israelense aumentasse em doze por cento. Ao longo da última década, os fluxos migratórios têm também incluído um número significativo de trabalhadores de países como a Romênia, Tailândia, China e um número de países da África e da América do Sul; estimar um número exato é difícil devido à presença de imigrantes ilegais, mas as estimativas executadas na região apresentaram cerca de 200.000 pessoas. A retenção da população de Israel desde 1948 é a mesma ou maior, quando comparado para outros países com imigração maciça. Emigração da população israelense (yerida) para outros países, principalmente dos Estados Unidos e Canadá, é descrito por demógrafos como modesta, mas é muitas vezes citada pelos ministérios do governo israelense como uma ameaça importante para o futuro de Israel.

### Religião

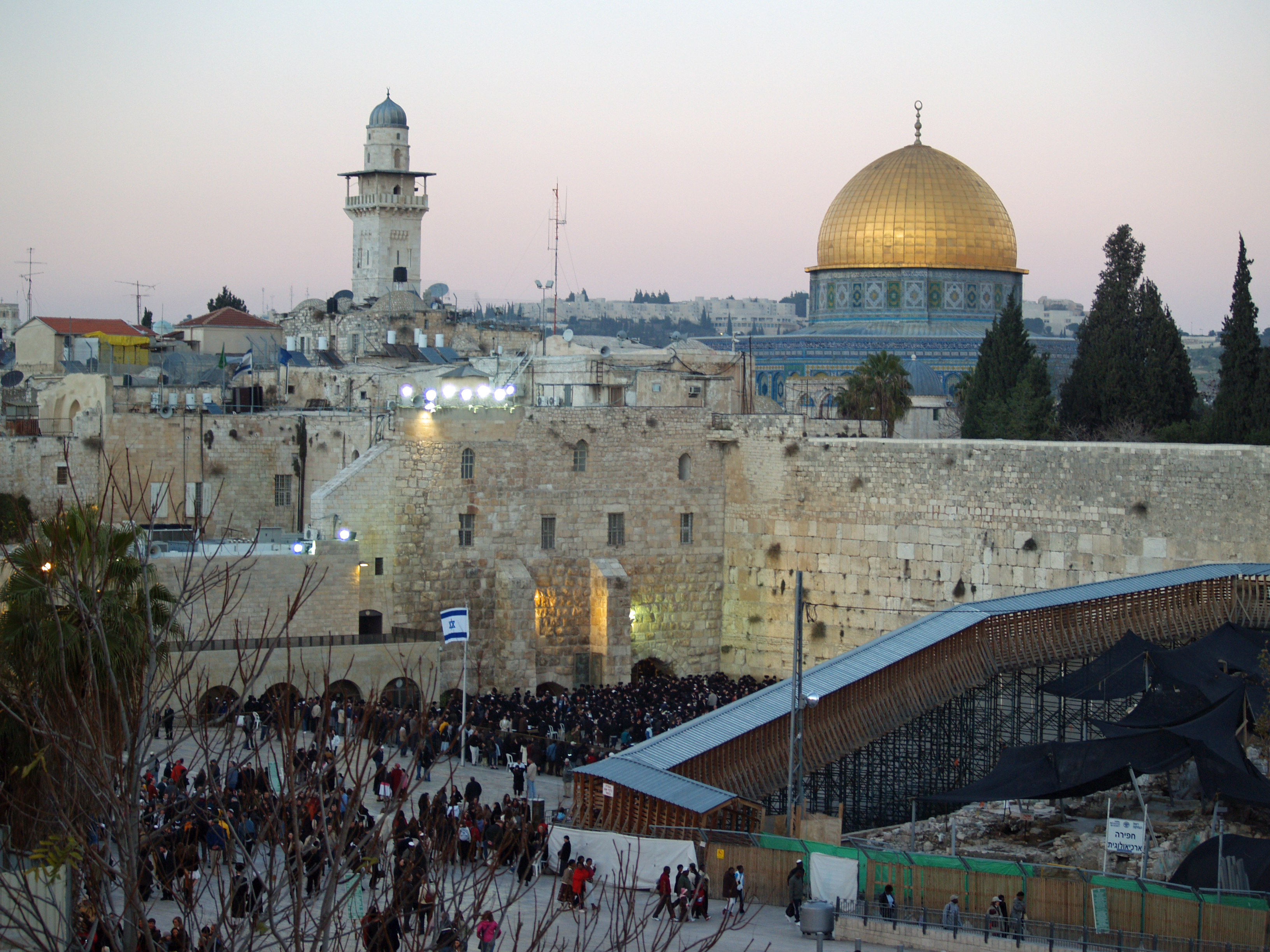
O Muro das Lamentações com o Domo da Rocha ao fundo, em Jerusalém, o local mais sagrado do judaísmo.

Em termos religiosos, 77% era judeus, 16% eram muçulmanos, 4% eram cristãos, 2% eram drusos - o resto da população não foi classificada por religião. Dentre os judeus, 63% tinham nascido em Israel, 27% eram imigrantes oriundos da Europa e da América, 10% eram imigrantes da Ásia e África (incluindo países árabes).
Israel foi criado com o propósito de ser uma pátria para o povo judeu e é muitas vezes referida como o Estado judeu. A Lei do retorno concede a todos os judeus e os de linhagem judaica o direito à cidadania israelense. Um pouco mais de três quartos, ou 75,5%, da população são judeus de várias origens judaicas. Aproximadamente 68% dos judeus israelenses nasceram no país, 22% são imigrantes da Europa e das Américas e 10% são imigrantes da Ásia e da África (incluindo o mundo árabe). A afiliação religiosa dos judeus israelitas varia muito: 55% dizem que  são "tradicionais", enquanto 20% consideram-se "judeus seculares", 17% definem-se como "judeus ortodoxos"; o final 8% definem-se como "judeus haredi".
Perfazendo até 16,2% da população, os muçulmanos constituem a maior minoria religiosa Israel. Dos cidadãos árabes de Israel, que compreendem 19,8% da população, mais de quatro quintos (82,6%) são muçulmanos. Dos restantes árabes israelenses, 8,8% e 8,4% são cristãos e drusos, respectivamente. Membros de muitos outros grupos religiosos, incluindo budistas e hindus, mantêm presença em Israel, embora em menor número. Os cristãos totalizam 2,1% da população de Israel e são constituídos de árabes cristãos e judeus messiânicos.

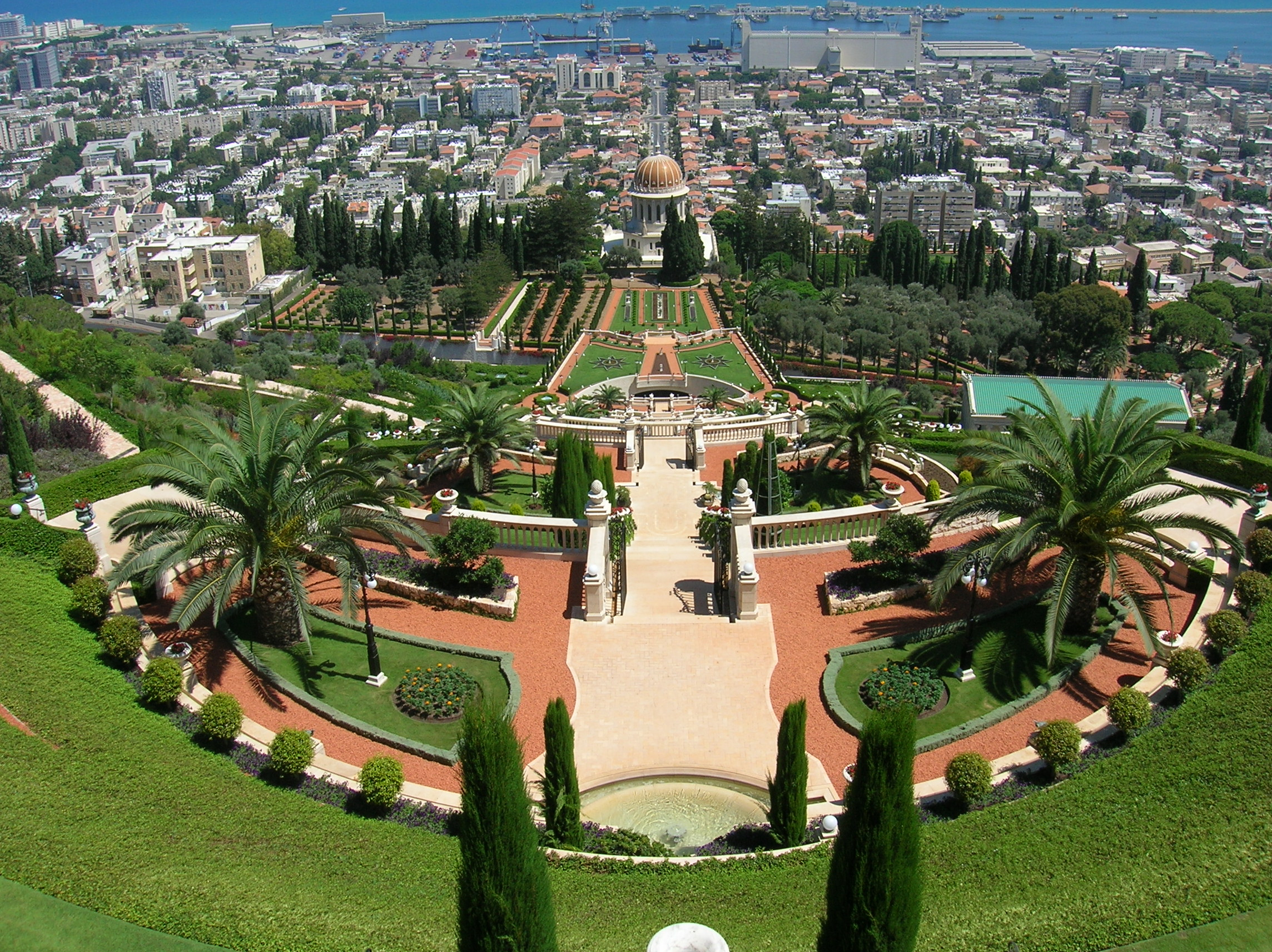
Centro Mundial Bahá'í em Haifa

A cidade de Jerusalém é um lugar sagrado para judeus, muçulmanos e cristãos, pois sedia lugares que são fundamentais para suas crenças religiosas, como o Muro das Lamentações, o Monte do Templo, a Mesquita de Al-Aqsa e a Igreja do Santo Sepulcro. Outros monumentos religiosos de importância estão localizadas na Cisjordânia, entre eles o local de nascimento de Jesus, a tumba de Raquel em Belém e a Caverna dos Patriarcas, em Hebrom.
O centro administrativo da Fé Bahá'í e do Santuário do Báb estão localizadas no Centro Mundial Bahá'í em Haifa e do líder da fé, enterrado no Acre. Não existe uma comunidade Baha'i em Israel, embora seja um destino de peregrinações. Pessoas que seguem a Fé Baha'i em Israel não ensinam a sua fé a israelenses seguindo uma política rigorosa.

## Direitos das minorias
No estado de Israel, até o ano de 1988, havia um código penal contra a homossexualidade, resquício do mandado britânico. Esse código, entretanto, nunca foi aplicado por aconselhamento do primeiro consultor judiciário do governo de Israel, Chaim Cohen. Em 1988, a Knesset (o parlamento de Israel) aboliu esse item do código penal e dessa forma foram tornadas legais as relações homossexuais.
Desde Novembro de 2006, o casamento gay é reconhecido em Israel. A união civil entre pessoas do mesmo sexo é reconhecida desde 1993, e um casal homossexual usufrui de quase todos os direitos de um matrimônio heterossexual. O exército israelense também aceita homossexuais. Aliás, ser homossexual não é um empecilho para o serviço obrigatório no exército.

## Idiomas
No Estado de Israel, desde a sua criação, coexiste uma enorme variedade de idiomas, trazidos por colonizadores originários de diversos pontos do planeta. Alguns idiomas suplantaram as duas línguas oficiais, o hebraico, falado pela maioria da população, e o árabe é falado apenas pela minoria árabe, drusos e alguns membros da comunidade judaica mizrahi, sendo matéria eletiva em muitas escolas.
A língua russa, falada por aproximadamente 1 milhão de cidadãos, é atualmente o idioma adotado na mídia  e considerada  como sendo a primeira língua, em número de falantes.[carece de fontes?] Depois do russo, estima-se que o inglês continue prevalecendo, já que, durante o Mandato Britânico da Palestina, era língua oficial (juntamente com o árabe), e está presente, por exemplo, na moeda, nas placas rodoviárias, nas instruções científicas, etc. Desse modo, é uma língua oficiosa, obrigatória no sistema de educação do estado e falada pela maioria da população, como segunda língua.